# シビル・ダニング
シビル・ダニング（Sybil Danning）は、オーストリア出身の女優、プロデューサー、脚本家。リート・イム・インクライス生まれ。生年月日は1946年5月4日、1947年5月24日、と発表がまちまちで、正確な年齢は不詳。

## 出演作品

### 映画
- ロバート・デ・ニーロのスワップ - Sam's Song （1969年、年長のエリカ役）
- Das Ehrliche Interview （1971年）
- 美女なで切り 好色性豪伝 - Siegfried und das sagenhafte Liebesleben der Nibelungen （1971年、クライムヒルド役）
- 人妻SEX行動専科 - Hausfrauen-Report 1: Unglaublich, aber wahr （1971年）
- 女子高生からOLまで ある中絶の日記 - Paragraph 218 - Wir haben abgetrieben, Herr Staatsanwalt （1971年）
- ジェンマの遥かなる国境 - L'amante dell'orsa maggiore （1972年）
- L'occhio nel labirinto （1972年、トニ役）
- 青ひげ - Bluebeard （1972年）
- Gelobt sei, was hart macht （1972年、フィリリア役）
- La Dama rossa uccide sette volte （1972年、ルル・パルム役）
- Blutjung und liebeshungrig （1972年、エリザベス役）
- 三銃士 - The Three Musketeers （1973年、ユージェニー役）
- Arrivano Joe e Margherito （1974年、ベティー役）
- L'emigrante （1974年）
- 四銃士 - The Four Musketeers （1974年）
- Les Noces de porcelaine （1975年、ヘレナ役）
- Diamante Lobo （1976年）
- ブルース・ダーンのザ・ツイスト - Folies bourgeoises （1976年、秘書役）
- Albino （1976年、サリー役）
- 王子と乞食 - Crossed Swords （1977年、マザー・キャンティー役）
- サンダーボルト救出作戦 - Mivtsa Yonatan （1977年、ハリマ役）
- 棲みついた猫 - Cat in the Cage （1978年、スーザン・カーン役）
- エアポート'80 - The Concorde ... Airport '79 （1979年）
- メテオ - Meteor （1979年、スイスのスキーヤー少女役）
- サザンクロス 偽りの暗殺計画 - Cuba Crossing （1980年、ヴェロニカ役）
- ひと妻窃盗団 - How to Beat the High Co$t of Living （1980年、シャルロッテ役）
- コブラ フランコ・ネロ 殺しの罠 - Il Giorno del Cobra （1980年、ブレンダ役）
- 宇宙の7人 - Battle Beyond the Stars （1980年、セント=エックスミン役）
- The Man with Bogart's Face （1980年、シンシア役）
- ナイトキル - Nightkill （1980年、モニカ・チャイルズ役）
- The Salamander （1981年、（リリ・アンダーズ役）
- セパレイト・ウェイズ - Separate Ways （1981年、メアリー役）
- 7人の輝ける勇者 - I Sette magnifici gladiatori （1983年、ジュリア役）
- 悪魔の少女ジュリー - Julie Darling （1983年、スーザン役）
- サン・サルバドル 地獄の戦火 - S.A.S. a San Salvador （1983年、アレグザンドラ・ヴォーゲル伯爵夫人役）
- チェーンヒート - Chained Heat （1983年、エリッカ役）
- 超人ヘラクレス - Hercules （1983年、アリアドネ役）
- パンサー・スクワッド 女豹軍団 - Panther Squad （1984年、イローナ役）
- ラブ♥レッスン殺人事件/私は危険な人妻教師 - They're Playing with Fire （1984年、ダイアン・スティーヴンス役）
- 拷問(レイプ)!美女軍団の復讐 - Euer Weg führt durch die Hölle （1984年、エンジェル役）
- Private Passions （1985年、キャスリーン役）
- マリブ・エクスプレス - Malibu Express （1985年、ルチアナ伯爵夫人 役）
- ハウリング II - Howling II: ...Your Sister Is a Werewolf （1985年、スティルバ役）
- ヤング・チャタレイ II - Young Lady Chatterley II （1985年、ジュディス・グリマー役）
- 監獄アマゾネス 美女の絶叫 - Reform School Girls （1986年、ウォーデン・サッター役）
- The Tomb （1986年、ジェイド役）
- クイーン・ウォリアーズ - Warrior Queen （1987年、ベレニス、ローマ大使/剣女役）
- モニタービーナス 愛しのふともも - Talking Walls （1987年、入浴中の美女役）
- アメリカン・パロディ・シアター - Amazon Women on the Moon （1987年、"Amazon Women on the Moon" の部分、ララ女王役）
- L.A.バウンティ - L.A. Bounty （1989年、ルガー役）
- ファントム・エンパイア - The Phantom Empire （1989年、エイリアンの女王役）
- Jump! （2007年、アンナ・グルーバー役）
- グラインドハウス - Grindhouse （2007年、フェイク予告編『ナチ親衛隊の狼女 - Werewolf Women of the SS 』、グレッチェン・クルップ役）
- ハロウィン - Halloween （2007年、ウィン看護師役）

### テレビドラマ
- Derrick （1975年、"Zeichen der Gewalt" の回、アイリーナ・ハウスマン役）
- Simon & Simon （1983年、"Bon Voyage, Alonso" の回、ハイジャック犯のマーラ・コンビー役）
- Masquerade （1984年、"Flashpoint" の回、KGBエージェント役）
- 俺たち賞金稼ぎ!!フォール・ガイ - The Fall Guy （1984年、"Prisoner" の回、カリナ役）
- V2/ビジターの逆襲 - V: The Series （1984年、"Visitor's Choice" の回、メアリー・クルーガー役）
- 怪奇ゾーンへようこそ - The Hitchhiker （1984年、"Face to Face" の回、グロリア役）
- 驚異のスーパー・バイク ストリートホーク - Street Hawk （1985年、第4話"Vegas Run" 、リンダ・マーティン役）
- ベガスII 私立探偵ダン・タナー - Vega$ （1981年、"Set Up" の回、エヴァ・スウェンソン役）
- Superboy （1989年、"Succubus" の回、パメラ・デア/魔女役）